# Los Negativos
Los Negativos es un grupo español de música rock-pop formado en Barcelona en 1984 por Alfredo Calonge (voz y guitarra), Carles Estrada (voz y bajo), Roberto Grima (guitarra) y Valentín Morato (batería). Su música entroncaba con el pop psicodélico de los años 60, con influencias como los Byrds, los Beatles de la época de Rubber Soul y otros grupos clásicos de la psicodelia estadounidense y británica. Aunque tuvieron un éxito bastante discreto, su primer LP, Piknik Caleidoscópico, se convirtió en una referencia mítica para los aficionados a este tipo de música y para los mods, hasta que fue reeditado por el sello Mushroom Pillow en CD (2005) y vinilo (2008). Incluía 14 temas que van desde un pop preciosista, con arreglos de clavicordio, vibráfono y guitarras de doce cuerdas, hasta canciones más enérgicas como «Viaje al Norte» o «Moscas y arañas»; en las letras son abundantes las referencias a la cultura pop y a la psicodelia. 
Más adelante, en 1987, editaron un segundo disco, 18º sábado amarillo, de orientación más comercial, y una recopilación de maquetas y grabaciones inéditas en directo, con el título de Las cintas de Thule.
En 1996, dos de los miembros de la formación inicial, Carles Estrada y Valentín Morato, junto con Albert Ramírez, se reunieron para grabar un nuevo disco como Los Negativos, titulado Puzzle. 
En 2009, aparece un nuevo disco, "Dandies entre basura", con la formación clásica de la banda. Tras su publicación, Raúl Costafreda, quien ya colaboró como músico y productor en "Dandies entre basura", se incorpora al grupo como nuevo miembro. 
En febrero de 2014, aparece el sencillo adelanto del que será su sexto LP, A tumba abierta / Turmix. Tristemente, el 14 de mayo de 2014, Alfredo Calonge fallece a causa de un ataque al corazón,justo una semana después de haber terminado "Duplexin", disco póstumo que será publicado meses más tarde, ya en enero de 2015.
El 4 de diciembre de 2014, tuvo lugar en la sala Apolo de Barcelona un concierto homenaje a Alfredo Calonge a cargo de los músicos con los que compartió proyectos musicales y amigos de la escena sixties-mod como Sex Museum, Brighton 64, Los Bisontes, Bondage, The Canary Sect, Dr.Explosion, The Excitements, Miqui Puig, The Pinkertones, Los Selenitas y por supuesto, Los Negativos que interpretaron las canciones del LP Piknik caleidoscópico.
Actualmente, la banda sigue dando forma a toda clase de proyectos relacionados con su música bajo la dirección de Geyser, la productora que crearon en 2014 y parecen dispuestos a seguir presentando sus canciones en directo.
Valentín Morato, su batería, falleció en la madrugada del 6 de julio de 2024.

## Discografía

### LP y CD
- Piknik Caleidoscópico (Victoria, 1986 Eds-VLP-194; reeditado en CD en Mushroom Pillow, 2005)
- 18 Sábado Amarillo (Victoria, 1987 Eds-VLP-254)
- Las Cintas de Thule. Recopilación de maquetas y grabaciones en directo (Aishna / Al-leuia, 1996 -LP/CD-; ASH-10001/ AL-029-ACD-029)
- Puzzle (Al.leluia Records, 1996 ACD-037)
- Dandies entre basura (Bittersweet, 2009)
- Dandies entre basura (LP, Butterfly Records, 2012) with limited edition postcards
- Duplexin (LP, Geyser / Butterfly Records, 2015)
- A Tumba abierta (LP, Geiser, 2019) concierto en directo en homenaje a Alfredo Calonge en la sala Apolo de Barcelona 14/12/2014

### Otros trabajos
- Moscas y Arañas (Rock de Lux, 1986 -Flexidisc- )
- Viaje al Norte (Batlle of the Garage Vol-IV, 1986 -Lp- / Voxx Rds; VXS-200.045-Usa)
- Moscas y Arañas / Un día especial (Victoria,1986 -Single- Eds-VIC-301)
- Pasando el tiempo/ No soy yo la (psicoastenia) (Victoria, 1986 Eds-VIC-303)
- Bagdad/ Caballeros y villanos (Victoria, 1987 Eds-VIC-326)
- ¿Quién ocupo mi lugar? / Sueños (Victoria, 1987 Eds-VIC-330)
- 140 km/h  (Vía Láctea, 1988 -Flexidisc-)
- Ella es como yo (alternative version) (Kaleidoscope Vibrations, 1989 -LP- / Direct Hit Rds; DHLP-1003-Usa)
- Parque Portugués (altenative version) (Adults Only / Aishna Rds, 1990 -EP-; Ash-201)
- Sacerdotisa de la Carne Eléctrica  (live) (Hipnosis / Aishna Rds, 1991 -LP-; Ash-4001)
- El Club del Cerdo Violeta (versión maqueta 1985) (Mi Generación / Al-leluia Rds, 1994 -LP/CD-; Al-021-ACD-010)
- Paradoja Lógica( La Colección del Sgto. Pimienta / Al-leluia Rds, 1996 -LP/CD-; AL-039-ACD-039)
- Los Chicos de la Calle del Humo (alternative version) (Trypnosis Festival; Aishna Rds, 1997 -LP-; ASH-4002)
- Tras de ti'(versión de Fórmula V) (Formula Independiente; Polygran / Al-leluia Rds, 1997 -LP/CD-; PY-941)
- A tumba abierta / Turmix (Geyser / Butterfly Records, 2014 BUT-50)